# Concerto per fisarmonica
Un concerto per fisarmonica è un concerto solista per fisarmonica solista e orchestra sinfonica o da camera.

## Storia
Il concerto per fisarmonica ha la sua origine nel XX secolo, seguendo esempi come il più antico concerto per pianoforte o il concerto per violino. Lo strumento fisarmonica si sviluppò in uno strumento da concerto completo e sempre più compositori iniziarono a comporre per questo strumento, anche per fisarmonica e orchestra.
Nel 1937 il primo concerto per fisarmonica e orchestra fu scritto da Feodosiy Rubtsov (1904-1986) e interpretato da Pavel Gvozdev nella Sala della Filarmonica di Leningrado. In Germania uno dei primi concerti fu scritto da Hugo Herrmann nel 1940 (e un secondo nel 1948). Nel 1941 due fisarmonicisti americani scrissero e interpretarono in anteprima i loro concerti: Anthony Galla-Rini compose il Concerto n. 1, Andy Arcari scrisse il suo Concerto in re minore. Il fisarmonicista e immigrato italiano Pietro Deiro scrisse un concerto nel 1946, il compositore americano Roy Harris compose il suo concerto (in forma di Tema e Variazioni) nel 1947.
Il compositore ceco Emil František Burian scrisse un concerto per fisarmonica già nel 1949. Nel 1959 il compositore ceco Václav Trojan scrisse Pohádky (Racconti fiabeschi), che viene ancora suonato spesso, nel 2013, registrato da Ksenija Sidorova.
Un fisarmonicista importante per lo sviluppo dello strumento fu Mogens Ellegaard dalla Danimarca. Collaborò con il compositore danese Ole Schmidt. La sua composizione Symphonic Fantasy and Allegro op. 20 del 1958 fu una pietra miliare. Seguirono altri compositori scandinavi come Torbjörn Lundquist, Niels Viggo Bentzon (1963) e Per Nørgård (1968). Arne Nordheim scrisse il suo famoso concerto Spur nel 1975.
Negli Stati Uniti concerti furono scritti da Alan Hovhaness (1959), Henry Cowell (Concerto Brevis, 1960), Carmelo Pino (Concertino, 1964), Paul Creston (1960 e 1964) e Carmine Coppola (1973). Nel 1962 il compositore francese Jean Wiener scrisse il suo concerto per fisarmonica. Nel 1972 il compositore britannico Gordon Jacob scrisse un concerto per fisarmonica.
Inoltre diversi strumentisti virtuosi adottarono la forma classica del concerto per dimostrare i suoni orchestrali di ampio respiro dello strumento solista con il sistema dei bassi liberi. In questo gruppo c'era l'italoamericano John Serry Sr., che nel 1964 completò il suo Concerto per Fisarmonica a Bassi Liberi per la Fisarmonica Bassetti su progetto di Julio Giuliette.
Grazie agli sforzi di importanti fisarmonicisti come Friedrich Lips, Joseph Macerollo, Geir Draugsvoll, Stefan Hussong e Teodoro Anzellotti, il repertorio sta crescendo fino a oltre duecento composizioni. Compositori di fama mondiale come Sofia Gubaidulina, Jukka Tiensuu, Kalevi Aho, Giya Kancheli, Toshio Hosokawa e Peter Machajdík hanno scritto concerti per fisarmonica.